# Rudolf Berger (Maler, 1926)

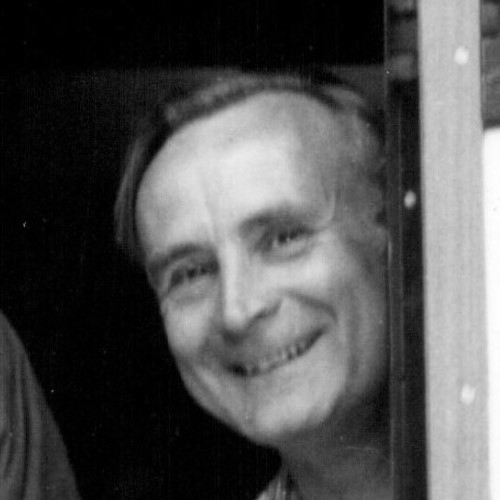
Rudolf Berger 1979 an einer Ausstellung.

Rudolf Berger oder auch Rudolf Berger-Hanselmann (* 11. Mai 1926 in St. Gallen; † 24. September 2014 in Uster) war ein Schweizer Maler und Zeichner. Heimatberechtigt war er in Neftenbach und seit 1991 auch in seiner Wohngemeinde Mönchaltorf.

## Leben
Rudolf Berger stammte aus einer gutbürgerlichen Familie. Seine Kindheit verbrachte er in St. Gallen und Teufen AR. Die Sommerferien genoss er zusammen mit seinem älteren Bruder bei seinen Grossmüttern in Gais. «Zeichnen und Malen war schon immer mein Lieblingsfach.», erinnerte er sich an seine Schulzeit. Aber «Künstler werden, davon war in seinem Elternhaus nicht die Rede. Künstler, das ist doch kein Beruf, kein Brotberuf. … Gerne wäre er nun Lokomotivführer geworden. Aber auch dies bleibt ihm versagt.», wegen einer leichten Rot-Grün-Blindheit.
Nach der Schlosserlehre bei den SBB-Werkstätten in Zürich arbeitete er weiterhin bei den SBB in Yverdon und in Zürich. Es folgte die Umschulung zum technischen Zeichner an der IBZ in Zürich. Bei seinem Broterwerb als Entwerfer und Zeichner, in einer Firma für Beleuchtungskörper, wurden seine Entwürfe preisgekrönt. Malen blieb ein Hobby. 1948 starb sein Vater an Tuberkulose. In den Bildern herrscht die «Epoque noire».
1950 lernte er seine zukünftige Frau Mathilde Hanselmann von Sainte-Croix VD kennen. 1954 folgte die Heirat. Sie bezogen eine Genossenschafts-Wohnung in Oberengstringen. Aus der Ehe stammen drei Kinder. 1959 zog die junge Familie in ein Einfamilienhaus in Mönchaltorf. Ziemlich genau in der Hälfte seines Lebens wagte er 1970 eine erste Ausstellung und trat mit seiner Malerei an die Öffentlichkeit. In der Ölkrise vereinbarten sein Arbeitgeber und er 1973 eine Reduktion des Arbeitspensums.
1976 kündigte der Arbeitgeber. Jetzt konnte sich Berger ganz der Malerei zuwenden. Ehefrau Mathilde hielt ihm den Rücken frei, unterstützte ihn bei der Administration und schaute für ein zweites Einkommen durch Teilzeitarbeit. Es folgten Einzel- und Gruppenausstellungen vor allem im Grossraum Zürich, in der Ostschweiz und in der Waadt. 1985 wurde Berger in die Künstlervereinigung Zürich KVZ aufgenommen. Als Aktuar arbeitete er im Vorstand mit.
Rudolf Berger-Hanselmann starb 2014 nach einem Sturz in seiner Wohnung im Spital Uster.

## Künstlerisches Wirken
1951 lernte er Sepp Sanner aus Tuttlingen kennen, Mitglied des Kunstrings, der nach dem Zweiten Weltkrieg die Gegenposition zu konservativen Gruppierungen bezog. Die «Epoque noire» verblasst zu helleren Farben. Berger belegte Kurse an der Kunstgewerbeschule Zürich (Formen und Gestalten, Karl Schmid), an der ETH Zürich (Figürliches Zeichnen, Uli Schoop) und an der Volkshochschule Zürich (Aktzeichnen, René Monney).
Nach dem Krieg dehnte sich die Stadt Zürich rasch ins ländliche Limmattal aus. Die Altstadtsanierung der 60er-Jahre sorgte für heisse Diskussionen und die Denkmalpflege erhielt eine eigene Verordnung. 1973 brachte Jörg Müller mit seinem Bilderbuch «Alle Jahre wieder saust der Presslufthammer nieder» den Zeitgeist auf den Punkt: die besinnliche Welt von einst muss der durchgetakteten Moderne weichen. Sich gegen diese Entwicklung zu stemmen, war schwierig, schier hoffnungslos. Still und unspektakulär fing Berger an, die schönen Seiten, die es zu erhalten gilt, darzustellen, in der Hoffnung, dass sich doch der eine oder andere Winkel einer Ortschaft, aus Respekt vor den Werken der Vorfahren, erhalten liesse. Das betraf anfänglich die Mühle Maur oder das Alte Pfarrhaus in Mönchaltorf. «Und Freude sollen seine Werke vermitteln … Im Gespräch betonte der Künstler, dass er das Unverfälschte und Echte … liebt und auch zeigen möchte – solange es sich noch darstellen lässt.»
Gegen Ende seines Schaffens veröffentlichte Berger unbekannte Seiten seines Schaffens. Nach einem Autounfall beschäftigten ihn Sterben und Tod: das Leben als Schachspiel gegen den Tod, ein Triptychon zu den Kindertotenliedern von Rückert/Mahler. Es entstanden Bilder von unberechenbaren und beängstigenden Menschenmassen in Sportstadien, an Demonstrationsumzügen, wenn sie dem goldenen Kalb oder Jesus auf dem Weg nach Golgatha folgen. Stets in Geldnöten schreckte ihn «der harte Schweizer Franken», träumte er von der «Geldmaschine».

## Techniken

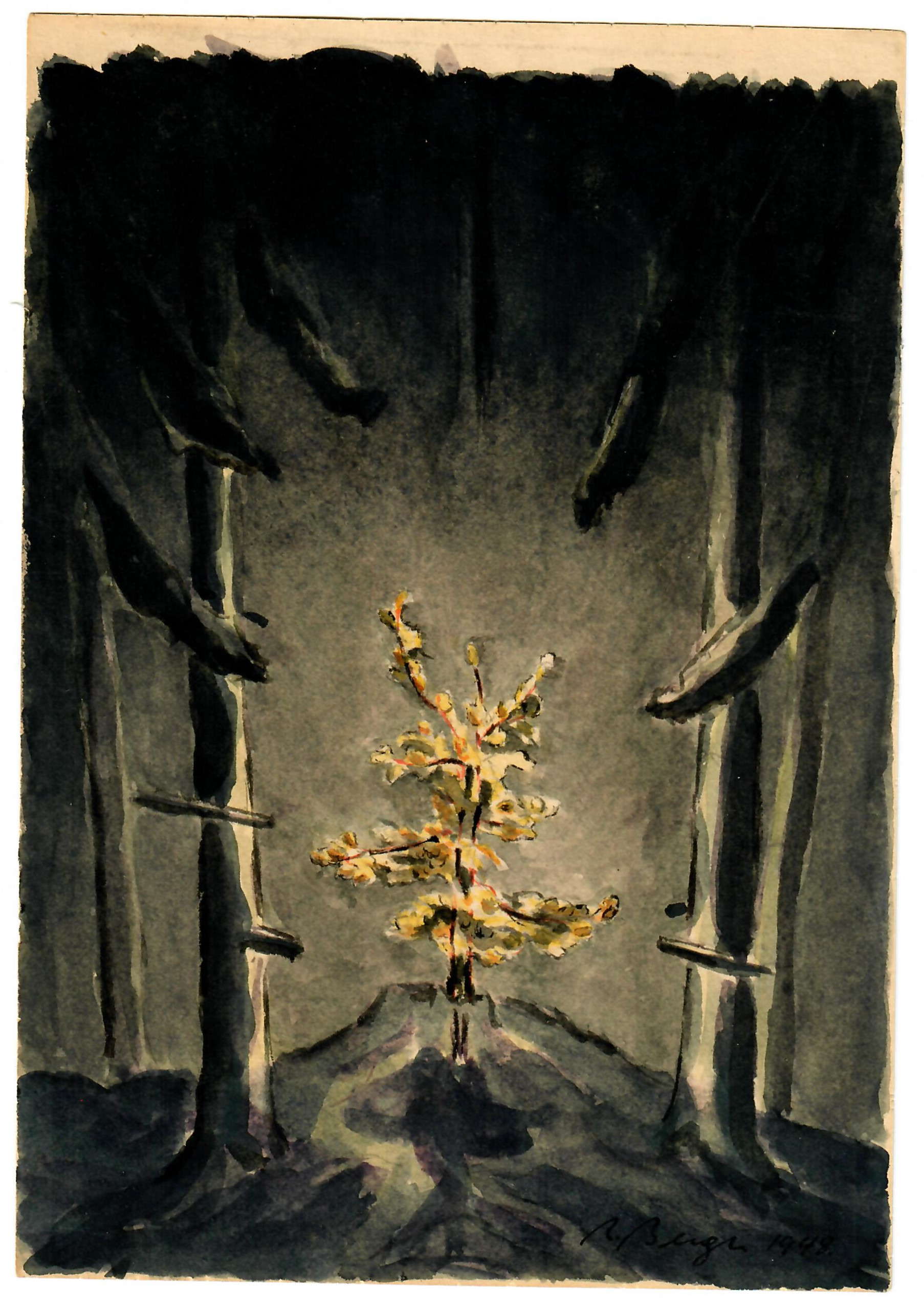
Studie, 1948
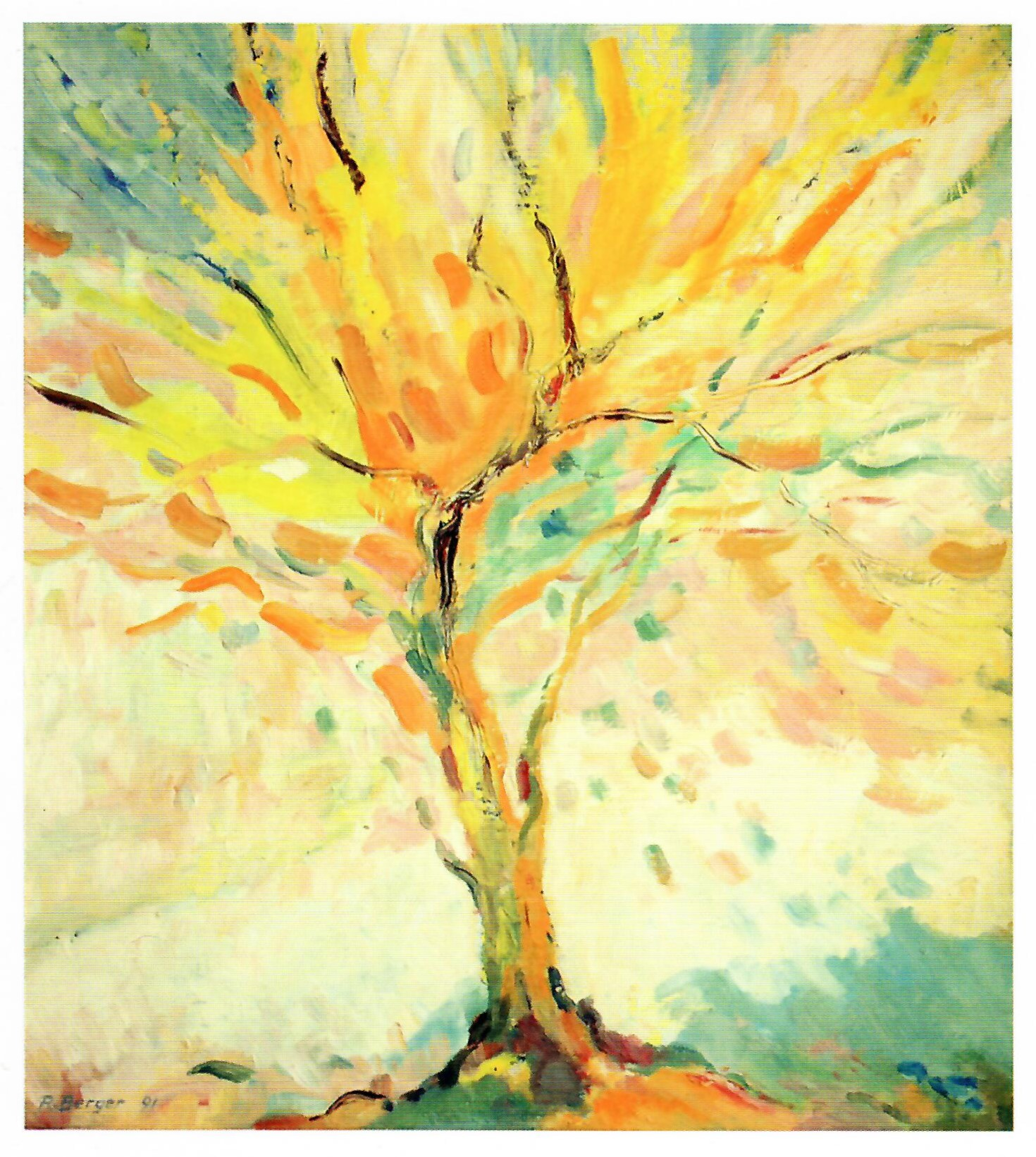
Der Baum, 1991
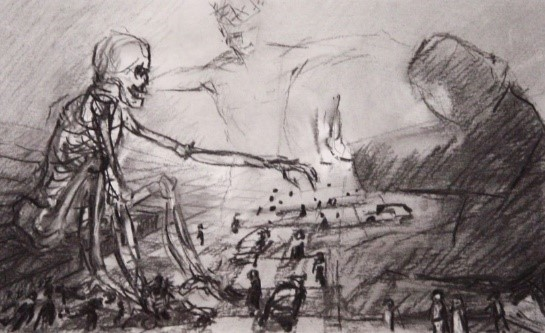
Lebensspiel 1987
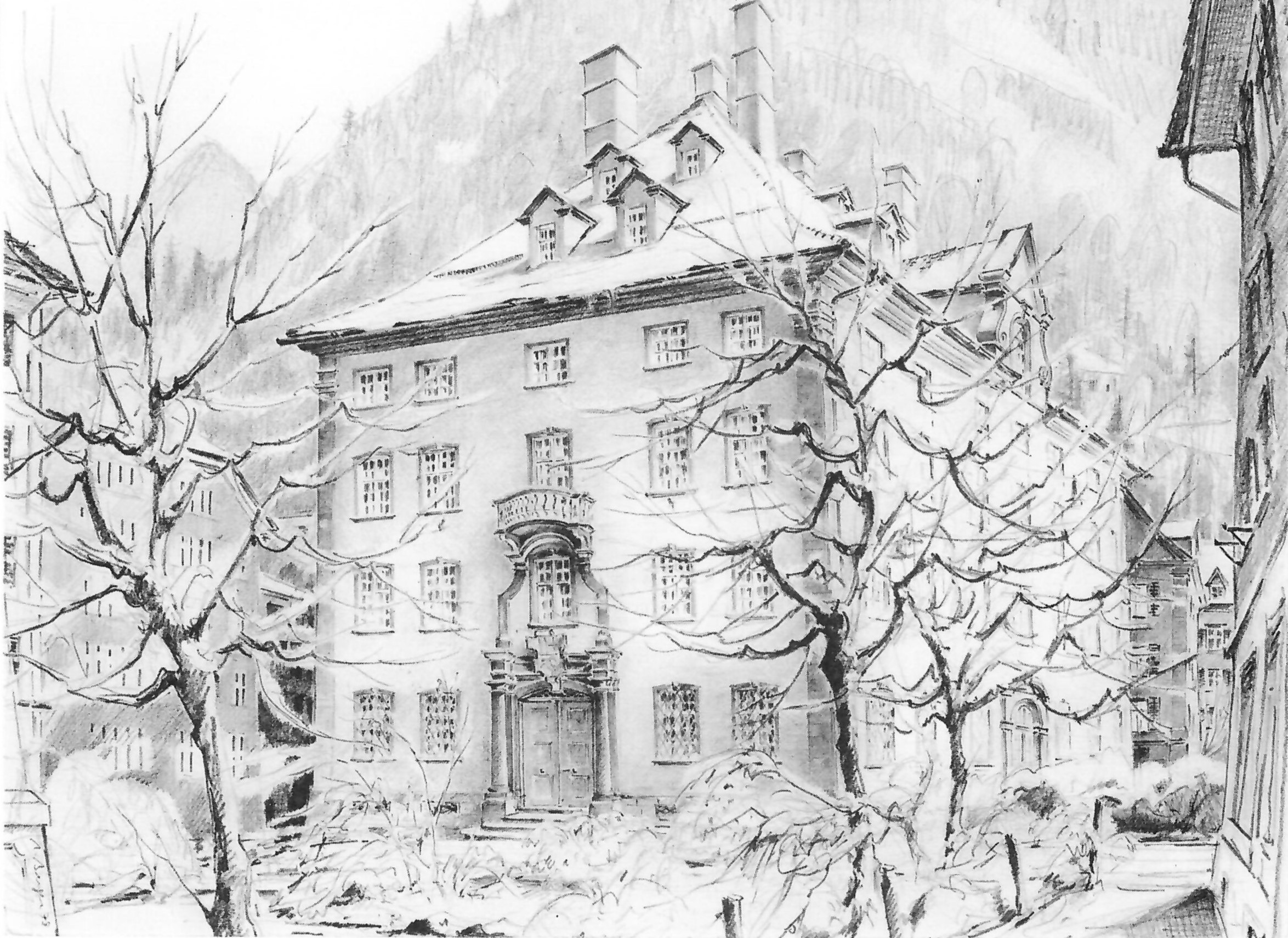
Regierungsgebäude "Graues Haus" in Chur, 1979
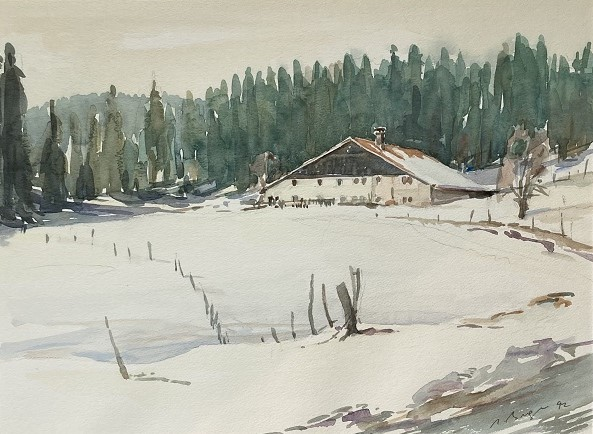
Vers-chez-Henri 1992
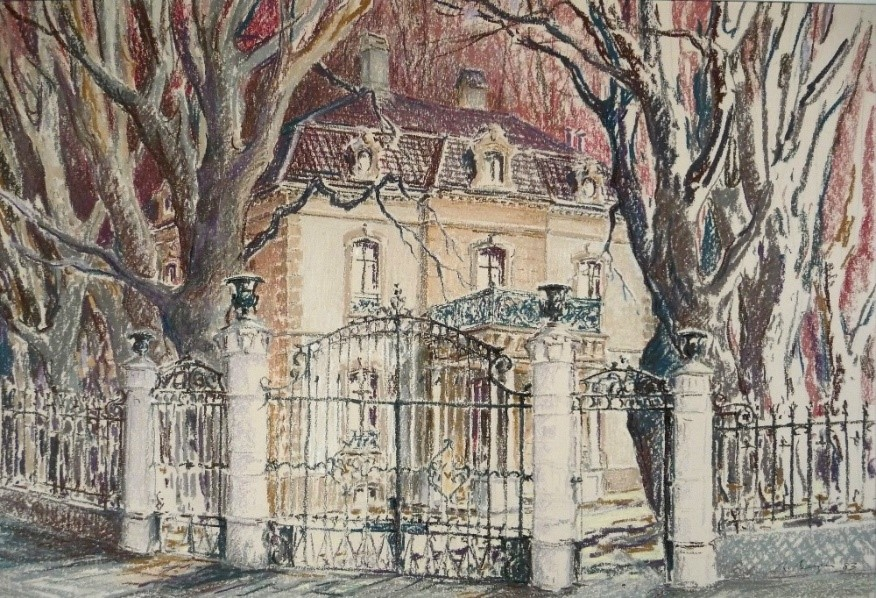
Münzkabinett Winterthur, 1983
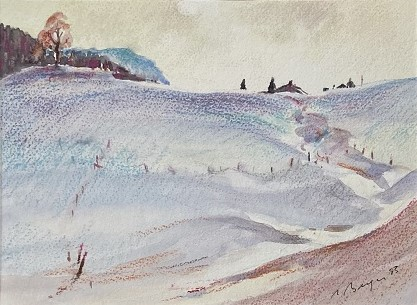
Ciel couvert, 1983
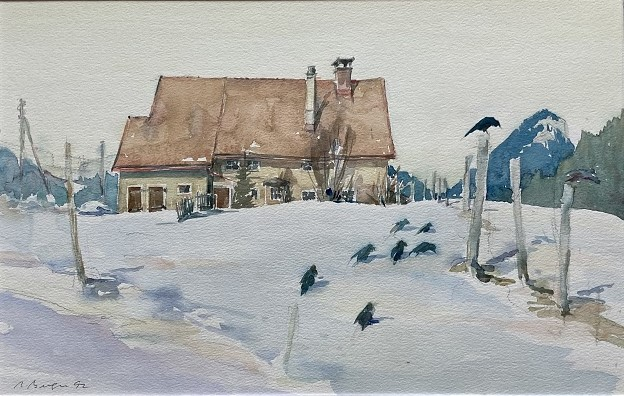
Les corbeaux du Remblais, 1994
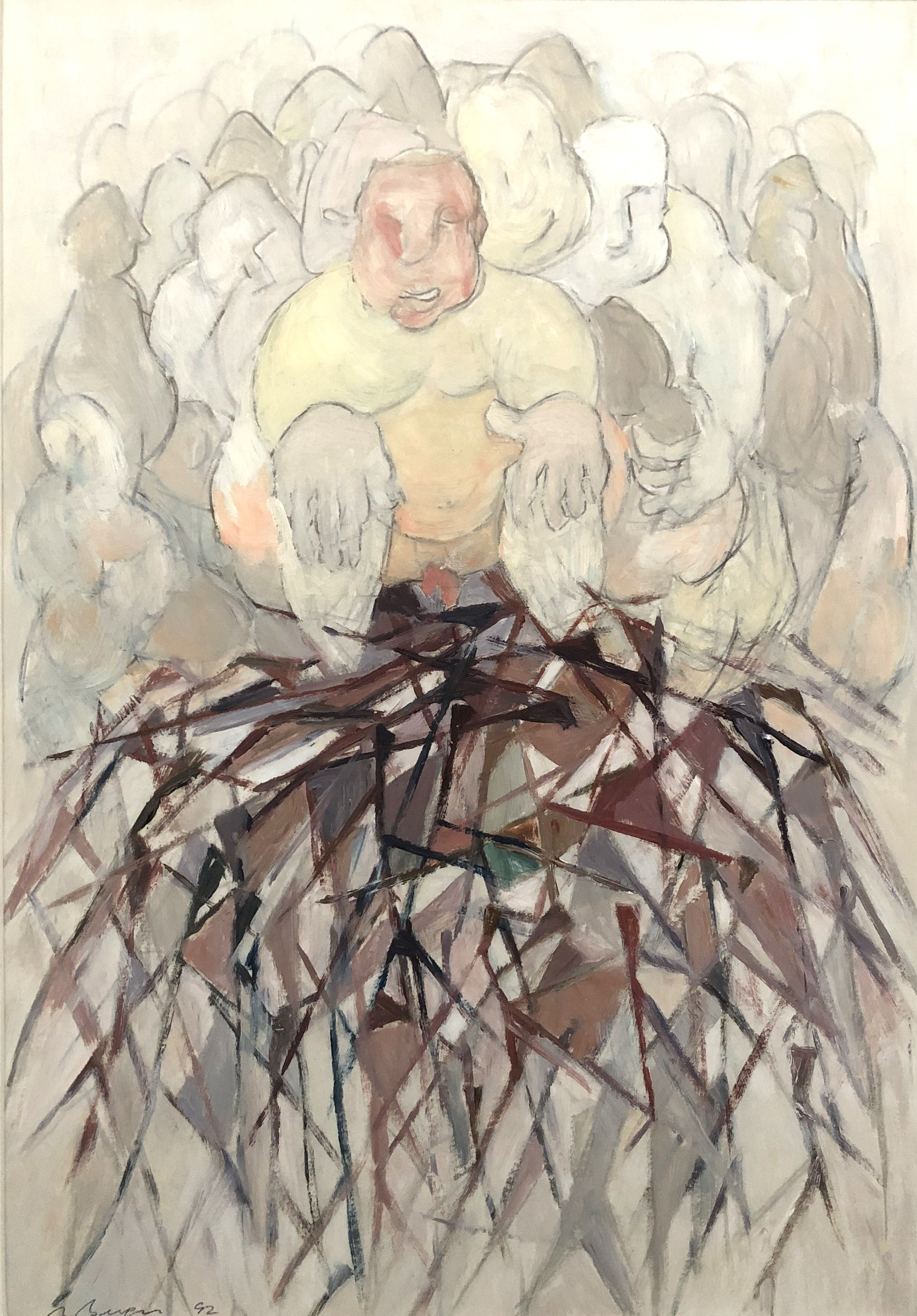
Nord-Süd-Gefälle, 1992

Detailgenaue Bleistift- und Kohlezeichnungen von Bauwerken sprechen eine eigene, gegenständlichen Bildsprache. Sie zeugen von der Liebe zum Denkmalschutz. Die von Berger gezeigten Häuser und Dorfpartien sind «keine “fotografisch” exakten Abbilder der Realität, er übersetzt die Wirklichkeit frei in seine Zeichensprache. Mit kräftigen Strichen markiert er den Vordergrund, Ferneres im Hintergrund skizziert er. Bewegung wie das Flattern von Wäschestücken oder das Rauschen der Blätter verleiht seinen Bilder ihnen Lebendigkeit.»
Anlässlich des Jubiläums «500 Jahre Gemeinde Teufen AR», Wohn- und Heimatgemeinde des barocken Zimmermanns Hans Ulrich Grubenmann, bekam Berger von der Grubenmann-Sammlung den Auftrag, acht Gebäude Grubenmanns zu porträtieren.
Aquarelle bilden den Schwerpunkt des Werks. Meist sind nur eine bis wenige Schichten aufgetragen, selten Nass-in-Nass, das Weiss entsteht durch die freigelassene Papierfläche. Diese Technik zwingt zu Planung, Sorgfalt und Reinheit. Resultat ist eine ausserordentliche Transparenz. «Es fällt auf, dass es kaum Schönwetterbilder gibt. Meistens steigen Nebel ein Tal hinauf, ziehen drohende Wolken über Bergspitzen oder schmilzt im Vorfrühling weissbrauner Schnee vor einer abgelegenen Scheune. Trotzdem sind diese Bilder nicht bedrückend, nicht beängstigend». Berger arbeitete immer im Freien, auch wenn mal das Aquarellwasser bei Temperaturen unter null Grad auf dem Blatt gefror. Erst in der Schlussphase der Entstehung eines Werkes wechselte er ins Atelier.
Pastellbilder sind in nuancenreichen, samtigen Farben ausgeführt. Der Maluntergrund ist farblich bearbeitet und schimmert immer wieder durch, wird gar als zusätzliche Farbe frei gelassen, analog zum Weiss der Aquarelle. Ab 1978 malte er auch mit Öl, manchmal auf Malkarton, manchmal auf Leinwand, immer trocken luftig.

## Ausstellungen
Einzel- und Gruppenausstellungen im Grossraum Zürich, im Appenzell und in der Waadt.
Ausstellungen in Galerien
- 1974 Galerie Nepomuk, Kaiserstuhl
- 1974 «Schweiz im Bild – Bild der Schweiz?» Landschaften von 1800 bis heute, Aarau, Lausanne, Lugano, Zürich (Ausstellung, bearbeitet im Kunstgeschichtlichen Seminar der Universität Zürich)
- 1978 Kantonales Gewerbemuseum im Kornhaus, Bern («Ostschweizer Künstler und Kunsthandwerker»)
- 1978 Galerie Noëlle, Uster
- 1979 Grubenmann-Sammlung, Teufen AR (500-Jahr-Jubiläum Teufen AR, Ausstellung anlässlich der Eröffnung)
- 1984 Kunstverein St. Gallen, St. Gallen («Säntisdarstellungen» aus den vergangenen Jahrhunderten bis in die Gegenwart)
- 1987 Galerie Burkartshof, Neukirch-Egnach
- 1990 Galerie Frankengasse, Zürich
- 1991 Galerie Burkartshof, Neukirch-Egnach («Was, scho 25 Johr»)
- 1996 Galerie Burkartshof, Neukirch-Egnach («Was mich bewegt»)
- 1997 Tan Gallery, Zürich (100 Jahre Künstlervereinigung Zürich)
- 2001 Galerie Burkartshof, Neukirch-Egnach («Bekanntes – Unbekanntes»)
- 2007 Galerie O, Schaffhausen